# Дамбран, Рудольф Николаевич
Рудольф Николаевич Дамбран (латыш. Rūdolfs Dambrāns; 4 июня 1924, Брянск — 21 июля 2005, Рига) — советский и латвийский театральный актёр. Заслуженный артист Латвийской ССР (1955).

## Биография
Рудольф Дамбран родился 4 июня 1924 года в городе Брянске, в семье служащих, выходцев из Екабпилса, города на востоке Латвии. Отец — Николай Дамбран, работал бухгалтером, мать — медицинской сестрой.
Окончил актёрскую студию Тбилисского театра юного зрителя (1946). С 1948 года жил в Риге. Работал в Государственном театре юного зрителя Латвийской ССР (1949—1962) и Рижском театре русской драмы (1962—1984). После перенесённого тяжёлого заболевания практически лишился зрения и был вынужден покинуть сцену.
Имел опыт работы в кинематографе. Снимался в небольших ролях в фильмах Рижской киностудии и Киностудии им. А. Довженко.

## Признание и награды
- 1955 — Заслуженный артист Латвийской ССР

## Творчество

### Роли в театре

#### Государственный театр юного зрителя Латвийской ССР
- 1949 — «Вей, ветерок!» Райниса — Улдис
- 1952 — «Коварство и любовь» Фридриха Шиллера — Фердинанд
- 1952 — «Дорога свободы» Говарда Фаста — Гидеон Джексон
- 1953 — «Как закалялась сталь» по одноимённому роману Николая Островского — Павел Корчагин
- 1954 — «Злой дух» Рудольфа Блауманиса — Андриевс
- 1954 — «Крошка Доррит» по одноимённому роману Чарлза Диккенса — Артур
- 1955 — «Ромео и Джульетта» Шекспира — Ромео
- 1957 — «Деревья умирают стоя» Алехандро Касоны — Маурисио
- 1957 — «Апостол сатаны» Бернарда Шоу — Ричард
- 1959 — «На улице Уитмена» Мэксин Вуд[англ.] — Эд Тилден
- 1959 — «Друг мой Колька» Александра Хмелика — Сергей Рудаков — шофёр с завода сельскохозяйственного машиностроения
- 1959 — «Чёртова мельница» Исидора Штока по пьесе Яна Дрды — Мартин — солдат в отставке
- 1960 — «Мёртвые души» Н. В. Гоголя — Манилов
- 1960 — «Приключения Тома Сойера» Марка Твена — Бродяга
- 1961 — «Мишка, Серёга и я — Гарик» В.Маланкина и Г.Цеплиовича — Григорий Александрович Званцев, мастер спорта

#### Рижский театр русской драмы
- 1962 — «Двое на качелях» Уильяма Гибсона — Джерри Райан
- 1963 — «Солдатская шинель» Арвида Григулиса — Эдвин Гулбис
- 1964 — «Егор Булычов и другие» Максима Горького — Павлин
- 1967 — «Традиционный сбор» Виктора Розова — Александр Машков
- 1969 — «Варвары» Максима Горького — Макаров
- 1970 — «Жизнь господина де Мольера» («Кабала святош») Михаила Булгакова — Маркиз д’Орсиньи
- 1971 — «Телевизионные помехи» Кароя Сакони — Дьёнци
- 1973 — «Прошлым летом в Чулимске» Александра Вампилова — Дергачёв
- 1979 — «Гнездо глухаря» Виктора Розова — Дзирелли
- 1979 — «Спридитис» Анны Бригадере — Сикстулис
- 1981 — «Мельница счастья» Виктора Мережко — Сербушкин

## Фильмография
- 1960 — Твоё счастье — Гош
- 1962 — Закон Антарктиды — де Каре
- 1963 — Армия «Трясогузки»
- 1965 — Двое — директор театра
- 1968 — Разведчики
- 1973 — Чинара — служащий посольства